# Une nuit sous les tropiques
Pour plus de détails, voir Fiche technique et Distribution.
Une nuit sous les tropiques (titre original : One Night in the Tropics) est un film américain en noir et blanc réalisé par A. Edward Sutherland, sorti en 1940.
Il est célèbre pour être le premier film réunissant le duo comique Abbott et Costello qui, bien qu'ayant des rôles secondaires, ont éclipsé les premiers rôles, notamment avec une version courte de leur célèbre sketch Who's on First?.

## Synopsis
Jim « Lucky » Moore qui travaille comme assureur, fait signer un contrat d'assurance un peu particulier à l'un de ses amis, Steve. Le contrat prévoit en effet qu'il touchera un million de dollars s'il ne se marie pas dans l'année. Steve arrive à concrétiser son projet de mariage avec Cynthia, sa fiancée. Le mariage doit se dérouler dans un pays fictif d'Amérique du Sud, San Marcos. Deux hommes de la compagnie d'assurance, Abbott et Costello, y sont envoyés pour s'assurer que tout se déroule comme prévu, ce qui sera loin d'être le cas. En premier lieu, Lucky tombe amoureux de Cynthia dès qu'il la voit.

## Fiche technique
- Titre : Une nuit sous les tropiques
- Titre original : One Night in the Tropics
- Réalisation : A. Edward Sutherland
- Scénario : Gertrude Purcell et Charles Grayson, John Grant (non crédité), Kathryn Scola et Francis Martin (adaptation)
  - d'après le roman Love Insurance de Earl Derr Biggers (1914)
- Musique : Jerome Kern, Frank Skinner (non crédité)
- Directeur de la photographie : Joseph Valentine
- Montage : Milton Carruth
- Direction artistique : Jack Otterson (en)
- Décors : Russell A. Gausman
- Costumes : Vera West
- Producteur : Leonard Spigelgass
- Société de production et de distribution : Universal Pictures
- Pays de production :  États-Unis
- Langue originale : anglais américain
- Format : noir et blanc — 35 mm — 1,37:1 — son : mono (Western Electric Mirrophonic Recording)
- Genre : comédie romantique, film musical
- Durée : 82 minutes
- Dates de sortie :
  - États-Unis : 15 novembre 1940
  - France : 23 novembre 1942[1]

## Distribution
- Allan Jones : Jim Moore
- Nancy Kelly : Cynthia Merrick
- Bud Abbott : Abbott
- Lou Costello : Costello
- Robert Cummings : Steve Harper
- Mary Boland : tante Kitty Marblehead
- William Frawley : Roscoe
- Peggy Moran : Mickey Fitzgerald
- Leo Carrillo : Escobar
- Don Alvarado : Rodolfo
- Richard Carle : M. Moore
- Larry Steers : employé

## Récompenses et distinctions

### Nominations
- Saturn Award 2005 :
  - Saturn Award de la meilleure collection DVD (au sein du coffret The Best of Abbott and Costello, vol. 1-3)